# Ōnakatomi no Kiyomaro
Ōnakatomi no Kiyomaro (大中臣清麻呂, [[[702]] - 788] Erro: {{japonês}}: texto da transliteração contém caractere não latino (pos 17) (ajuda), também conhecido como Seimanryo ou Jōmanryo) , foi um nobre que viveu no Período Nara da história do Japão.
Kiyomaro foi o sétimo filho do chūnagon Nakatomi no Omimaro do clã Nakatomi. Ele mudou seu nome e fundou o clã Ōnakatomi. 

## Carreira
Makibi serviu os seguintes imperadores: Shōmu (740 - 749), Imperatriz Koken (749 - 758), Junnin (758 - 764), Imperatriz Shotoku (764 - 770), Imperador Konin  (770 - 781), Imperador Kanmu  (781).
Depois de passar por uma variedade de cargos de inspeção, Kiyomaro foi  promovido em 743 a Assistente do Mestre de Ritual no Jingi-kan. 
Em 747, nos últimos dias do reinado do Imperador Shōmu , foi nomeado Mamoru Owari (governador da província de Owari). Em 754, já no reinado da imperatriz Koken lhe foi restabelecida a sua posição no Jingi-kan e, posteriormente, nomeado sachūben (左中弁, Superintendente adjunto da esquerda) no Daijō-kan.
Sob a administração de Fujiwara no Nakamaro como Daijō Daijin no reinado do Imperador Junnin, Kiyomaro avançou de forma constante. Até que no final de 762, foi nomeado Sangi , juntando-se às fileiras da kugyō juntamente com os filhos de Nakamaro,  Kusumaro e Asakari. Em 763 foi promovido a Sadaiben (左大弁, Superintendente da esquerda) e Mamoru Settsu (governador da província de Settsu). 
Mais tarde, naquele ano, porém, Nakamaro se rebelou, e Kiyomaro apoiou a ex-imperatriz Koken contra ele. A ex-Imperatriz saiu vitoriosa da contenda e retomou o trono, e Kiyomaro foi promovido. No ano seguinte, 765, ele foi premiado com as mais altas honras mais pelo seu serviço. No banquete após a cerimônia de re-entronização de Koken como Imperatriz Shotoku, Kiyomaro estava presente como Saishu, mestre de ritual do Jingi-kan. A Imperatriz o elogiou por sua integridade e pelo seu longo serviço naquela organização.
Kiyomaro continuou sua ascensão na Corte nos reinados da Imperatriz Shotoku e do Imperador Konin. Em 768 foi promovido a Chūnagon e, em 769, mudou seu nome de família de Nakatomi no Ason para Ōnakatomi no Ason.
Em 770, Kiyomaro a Dainagon , e em 771 a Udaijin. Neste mesmo ano Kiyomaro foi nomeado tutor do príncipe Osabe, mas foi demitido deste papel quando o príncipe herdeiro foi deserdado no ano seguinte. Em 773, ele foi re-nomeado tutor do príncipe herdeiro Yamabe, o futuro imperador Kanmu.
Em seu papel como Udaijin, Kiyomaro dirigiu o Daijō-kan até 780. Em 781, imediatamente após a ascensão do Imperador Kanmu, foi autorizado a se aposentar aos 70 anos de idade. Ele morreu em 788.
| Precedido por Kibi no Makibi | 17º Udaijin (771 - 781) | Sucedido por Fujiwara no Tamaro |